# 魏宝文
魏宝文（1935年11月22日—），男，河南禹州人，中国核物理学家，中国科学院近代物理研究所研究员，兰州重离子加速器国家实验室主任。曾任中国科学院兰州分院院长、近代物理研究所所长。

## 生平
1957年毕业于北京大学物理系。1995年当选为中国科学院院士。